# Puebla de la Sierra
Puebla de la Sierra és un municipi de la Comunitat de Madrid. Limita al sud amb El Atazar, al sud-oest amb Robledillo de la Jara, a l'oest amb Berzosa del Lozoya i Puentes Viejas, al nord-oest amb Prádena del Rincón, al nord amb La Hiruela, al nord-est amb Colmenar de la Sierra i a l'est amb El Vado, ambdós a la província de Guadalajara

## Demografia
| Evolució demogràfica | Evolució demogràfica | Evolució demogràfica | Evolució demogràfica | Evolució demogràfica | Evolució demogràfica | Evolució demogràfica | Evolució demogràfica | Evolució demogràfica | Evolució demogràfica | Evolució demogràfica | Evolució demogràfica | Evolució demogràfica | Evolució demogràfica | Evolució demogràfica | Evolució demogràfica |  |
| -------------------- | -------------------- | -------------------- | -------------------- | -------------------- | -------------------- | -------------------- | -------------------- | -------------------- | -------------------- | -------------------- | -------------------- | -------------------- | -------------------- | -------------------- | -------------------- |  |
| 1768                 | 1990                 | 1991                 | 1992                 | 1993                 | 1994                 | 1995                 | 1996                 | 1997                 | 1998                 | 1999                 | 2000                 | 2001                 | 2002                 | 2003                 | 2004                 |  |
| 313                  | 75                   | 48                   | 52                   | 51                   | 53                   | 68                   | 78                   | 78                   | 77                   | 77                   | 71                   | 96                   | 110                  | 104                  | 104                  |  |